# Thomas Kitson (1540-1603)
Sir Thomas Kitson ou Kytson (1540-1603) est un propriétaire terrien anglais.
Il est le fils aîné de Thomas Kitson de Hengrave Hall et de sa seconde épouse Margaret Donnington (décédée en 1561).

## Carrière

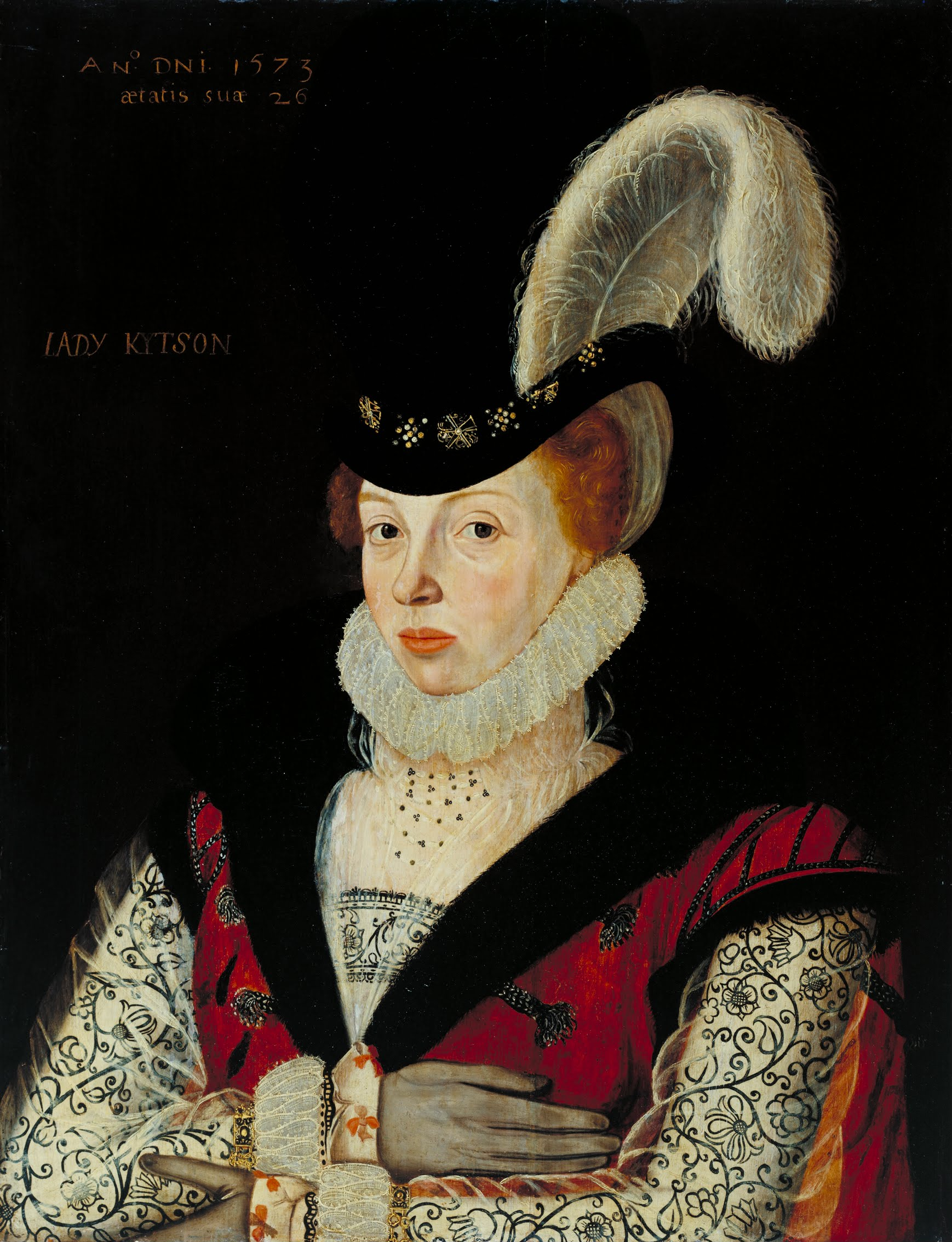
Elizabeth Kitson née Cornwallis, épouse de Thomas Kitson, (1573) par George Gower, Tate Gallery

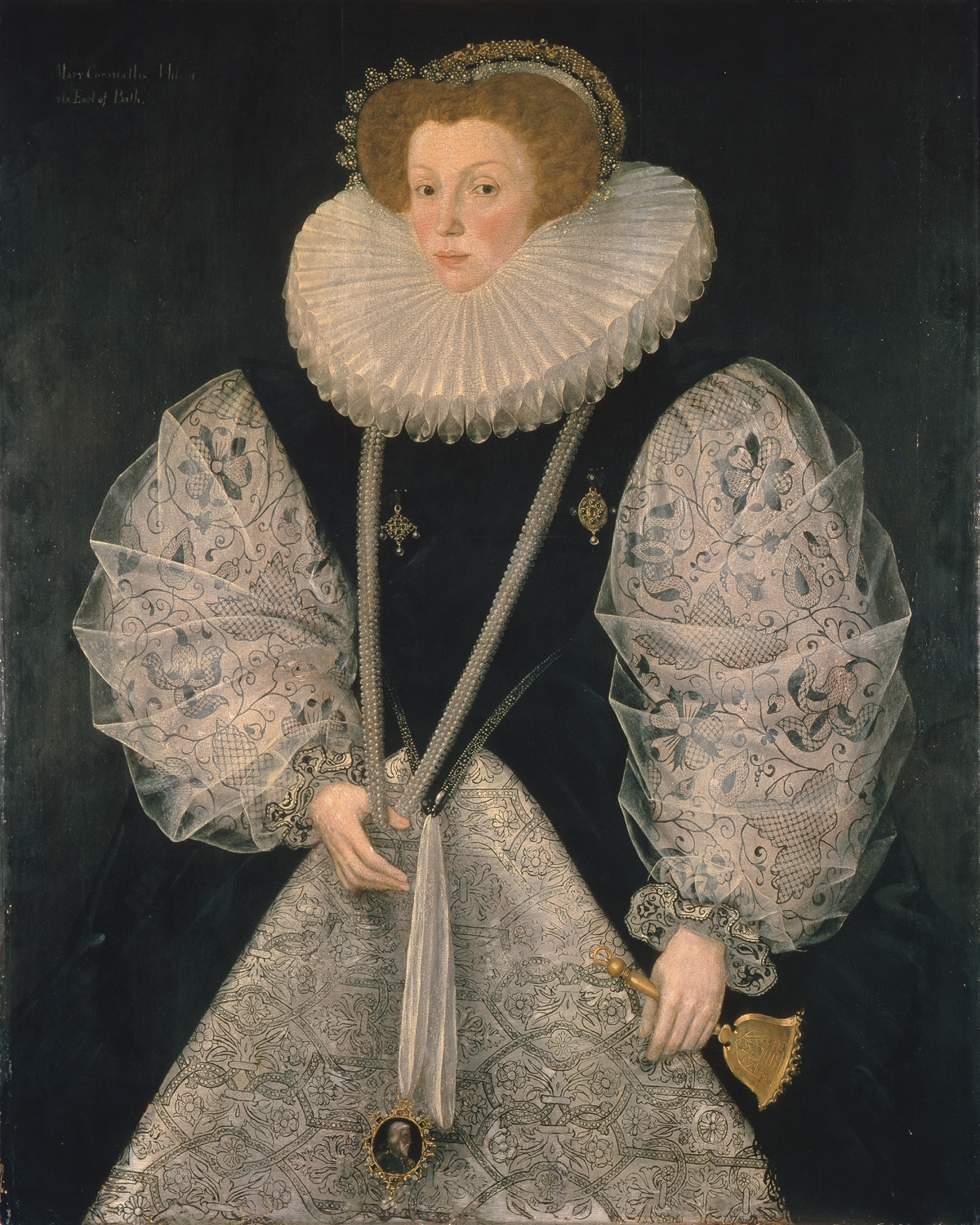
Mary Cornwallis, comtesse contestée de Bath, attrib. George Gower, Galerie d'art de Manchester

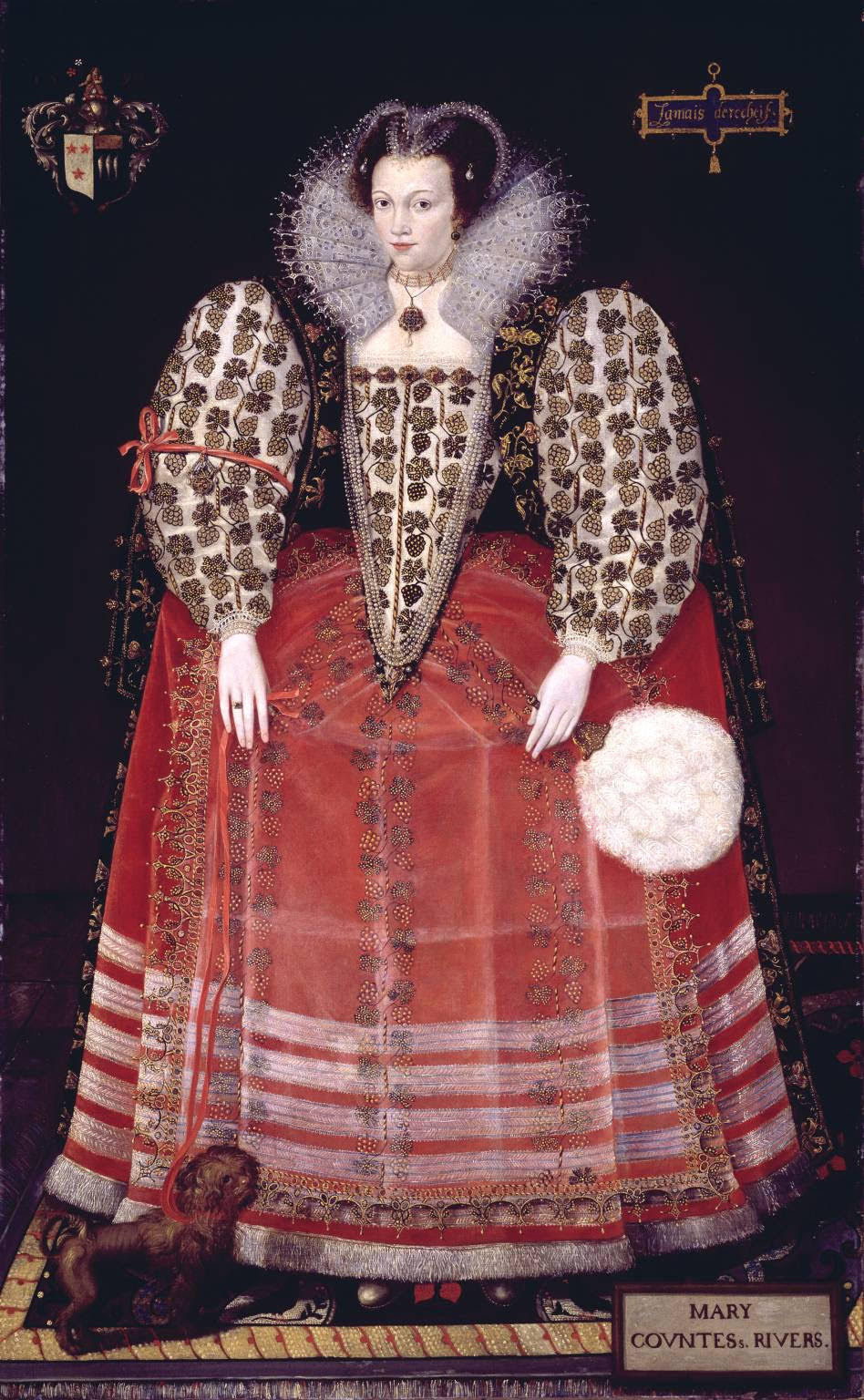
Mary Kitson, comtesse Rivers, v. 1590

Son père est décédé peu de temps avant sa naissance. Sa mère meurt en 1561 et lui laisse pour 200 £ d'argenterie, la meilleure chaîne en or et la bague en turquoise de son père, et quinze pièces de tapisserie ayant appartenu à son troisième mari, le comte de Bath. Elle lui laisse également des biens ménagers, des armes et des armures à Hengrave et Chevington, ainsi que le bétail. En 1603, la Grande Chambre de Hengrave est ornée de 15 pièces de tapisserie, de "travaux de parc" représentant "de grandes bêtes et des oiseaux", représentant probablement le legs de sa mère, avec deux autres pièces suspendues au-dessus des pièces de cheminée, une tissée avec le Kitson et Armes de Cornwallis à la frontière.
Kitson et sa seconde épouse Elizabeth Cornwallis sont les mécènes du madrigaliste John Wilbye et du compositeur Edward Johnson. Il achète une paire de virginals à Londres en 1575 et engage un musicien appelé Cosen pour apprendre à jouer à leurs filles. Meg et Mary Kitson ont apprécié un jeu de cartes appelé « maw ».
Il paie l'artiste George Gower 5 £ pour cinq tableaux en août 1573. Deux portraits, de Thomas Kitson et de sa femme Elizabeth, sont aujourd'hui à la Tate Gallery. En juillet 1574, il reçoit à Hengrave les joueurs de Lord Leicester et un ours dansant. En août, il fait enduire et blanchir à la chaux sa maison à colombages de Londres dans Coleman Street et les poutres sont peintes en noir.
La reine Elizabeth séjourne à Hengrave en août 1578. Selon Thomas Churchyard, à Hengrave, "le tarif et le banquet ont tellement dépassé un certain nombre d'autres endroits qu'il mérite d'être mentionné. Un spectacle représentant les fées, tant bien que mal, y fut vu : dans le spectacle duquel un riche bijou fut présenté à l'Altesse de la Reine",.

## Le mariage de Mary Cornwallis
En 1577, son neveu, William Bourchier (3e comte de Bath), étudiant à Cambridge lui rend visite à Hengrave. Kitson le persuade d'épouser la sœur de sa femme, Mary Cornwallis (décédée en 1627), sans consulter ses parents. Ce mariage est perçu comme avantageux pour les Kitsons de Hengrave. William retourne à Cambridge et le dit à son tuteur. Sa mère Frances, Lady FitzWarin arrive au Collège et se dispute avec lui. En dépit d'être un Kitson, elle est très en colère et le bannit de chez elle, pensant qu'il aurait pu épouser la fille d'un grand aristocrate.
En 1581, une enquête est faite sur la validité du mariage. Mary, comtesse de Bath, refuse, mais le mariage est déclaré invalide. Peu de temps après, le comte de Bath épouse Elizabeth Russell, une fille du comte de Bedford. Des poèmes diffamatoires circulent, décrivant les actions de Thomas Kitson dans l'organisation du mariage de Mary Cornwallis comme trompeuses, affirmant qu'elle a eu un enfant de Francis Southwell avant le mariage clandestin. Thomas Kitson continue à affirmer que Mary Cornwallis est la comtesse légitime de Bath et fait une déclaration en sa faveur dans son testament.
Le poète Francis Davison rejoint la controverse opposant Mary Cornwallis et Thomas Kitson et fait circuler un pamphlet, Answer to Mrs Mary Cornwallis Pretended Countess of Bath's Libel Against the Countess of Cumberland. La Manchester Art Gallery a un portrait de Mary Cornwallis. Le mariage à Hengrave est qualifié de "mariage prématuré de nuit" dans une lettre de 1596.
Le scandale ne semble pas avoir entravé les négociations de mariage des propres filles de Thomas Kitson. Bess de Hardwick écrit en janvier 1581 que son fils Charles "doit se réjouir avec de si bons amis" et que Margaret Kitson a une "attitude vertueuse".
Elizabeth Kitson se rend à la cour au palais de Greenwich en avril 1583. Ses dépenses sont enregistrées par l'intendant Hengrave Thomas Fryer. Leur fille Mary épouse Lord Darcy en avril. On lui achète des bijoux, des collerettes, des partlets, des blouses brodées et une chemise de nuit recouverte de velours noir.

## Mariages et famille
Il se marie avec Jane Paget, fille de William Paget (1er baron Paget). Son frère Thomas Paget (3e baron Paget) (en) est marié à Nazareth Newton, une dame d'honneur. Thomas et Jane n'ont pas d'enfants.
Il se remarie à Elizabeth Cornwallis (décédée en 1628), la fille aînée de Sir Thomas Cornwallis (décédée en 1604). Elle a été une assistante de Margaret Audley, duchesse de Norfolk. Ils ont :
- Margaret (Meg) Kitson (décédée en 1583), qui épouse Sir Charles Cavendish (1553-1617) en 1582[18]. Il est le fils de Sir William Cavendish et de Bess de Hardwick[19]. Bess de Hardwick négocie le mariage en 1581 par l'intermédiaire de son gendre Gilbert Talbot qui a des discussions avec Sir Thomas Cornwallis sur les détails du contrat, instruit par des lettres de Bess[20].
- Mary Kitson, qui épouse Thomas Darcy (1er comte Rivers). Ils se séparent en 1594. Son fils Thomas Darcy (décédé en 1614) est page de Henri-Frédéric Stuart et se produit au tournoi du Prince Henry en janvier 1610[21]. Un inventaire de ses biens réalisé en 1644 comprend des portraits de ses parents[22],[23]. Dans un portrait de 17 ans en 1583, elle tient des gants[24]. Son portrait de 1617 la montre avec le coude sur les hanches et la devise "Si non, je m'en fiche" sur un papier à la main[25].

Thomas Kitson meurt à Hengrave le 28 janvier 1603 et est inhumé le 2 mars à l'église de Hengrave. Son monument le représente en armure avec ses deux femmes sous un dais autoportant.